# Aquila di Arroscia
Aquila di Arroscia – miejscowość i gmina we Włoszech, w regionie Liguria, w prowincji Imperia.
Według danych na rok 2004 gminę zamieszkiwało 211 osób, gęstość zaludnienia wynosi  21,1 os./km².